# Kamocsay Ildikó
Kamocsay Ildikó (Budapest, 1945. május 19. –) író, műfordító.

## Élete
Az ELTE bölcsészkarán diplomázott, utána egy ideig kulturális újságíró, majd szabadúszó író és műfordító. Esszéinek többsége az Élet és Irodalomban jelent meg (pl. Sintérvilág Magyarországon, Kettős portré a 60-as évekből, A magyar realizmus bölcsőhelye: Rodostó).
Franciából fordít, közel félszáz műfordításkötetét zömmel az Európa, Jelenkor és Gondolat Kiadó jelentette meg.
Aktív állatvédő, a Noé bárkája állatvédelmi alapítvány kurátora.

## Családja
Édesapja, Kamocsay Dezső (1912–1969) orvos, szülész-nőgyógyász a világon elsőként alkalmazta a nőgyógyászatban az ultrahangot, édesanyja Lévay Ágnes (1917–1971), magyartanár.

## Kötetei
- A krónikás (két kisregény, Szépirodalmi Könyvkiadó, 1983)
- Helyzetgyakorlat (regény, Szépirodalmi Könyvkiadó, 1985)
- Bovary kisasszony (regény, Ad Librum, 2009)
- Istennői színjáték (regény, Napkút Kiadó, 2016)
- Átkelők (három kisregény, Dr. Kotász Könyvkiadó, 2022)
- Sola gratia (kisregény, Cédrus Művészeti Alapítvány, 2023)
- Helycsere (regény, Dr. Kotász Könyvkiadó, 2023)
- A csapda (esszék, Dr. Kotász Könyvkiadó, 2024)
- Királylányok (három kisregény, Dr. Kotász Könyvkiadó, 2024)

## Fordításai (válogatás)
- René Berger: A festészet felfedezése (Gondolat Kiadó, 1973)
- Albert Camus: Előadások és beszédek (Jelenkor, 2019)
- Jean-Claude Carriére – Jean Delumeau – Umberto Eco – Stephen Jay Gould: Beszélgetések az idők végezetéről (Európa Könyvkiadó, 1999)
- Jean-Marie Gustave Le Clézio: Aranyhalacska (Európa Könyvkiadó, 1998)
- Mélissa da Costa: Manon virágai (Európa Kiadó, 2023)
- Maurice Druon: Az országvesztő (Európa Könyvkiadó, 1993)
- Georges Duby – Andrée Duby: Jeanne d'Arc perei (Európa Könyvkiadó, 1989)
- Alexandre Dumas – Rudyard Kipling – Edgar Allan Poe – Mark Twain: A legszebb macskatörténetek (szerk.: Pomogáts Béla, Pesti Szalon Könyvkiadó, 1994)
- Mircea Eliade: Képek és jelképek (Európa Könyvkiadó, 1997)
- Gustave Flaubert: Egyiptomi utazás (AKG Kiadó, 2000)
- David Foenkinos: Emlékek (Európa Kiadó, 2014)
- Serge Lancel: Szent Ágoston (Európa Kiadó, 2004)
- Maurice Lever: Korona és csörgősipka (Európa Könyvkiadó, 1989)
- Pierre Merle: Robert Merle – Egy szenvedélyes élet (Európa Kiadó, 2011)
- Robert Merle: A bálvány (Európa Könyvkiadó, 1994)
- Robert Merle: Francia história (Négy kötet: Az élet rózsái; Liliom és bíbor; Veszedelem és dicsőség; Ármány és cselszövés, Európa Könyvkiadó, 1996-2002)
- Valérie Perrin: A vasárnap koldusai (Európa Kiadó, 2023)
- Claude Roy: Napfény a Földön (Európa Könyvkiadó, 1969)
- Jorge Semprún: De szép vasárnap! (Európa Könyvkiadó, 1992)
- Főleg szeress – Albert Camus és Maria Casarès levelezése 1944-1959 (Jelenkor, 2021)

## Díjai, elismerései
- A Kortárs apokrif novellapályázatának II. díja (1996)
- Wessely László-díj (1998)
- NKA-ösztöndíj (2017–18)